# Звездан Цветановић
Звездан Цветановић (Лесковац, 6. јануара 1999) српски је фудбалски голман, који тренутно наступа за Моравац из Мрштана код Лесковца.

## Каријера

### Раднички Пирот
Као рођени Лесковчанин, Цветановић је наступао у кадетској селекцији локалне Дубочице. Одатле је 2016. прешао у омладински погон пиротског Радничког, а недуго затим прикључен је и раду са првом екипом, током такмичарске 2016/17. у Првој лиги Србије, код тренера Марјана Живковића. У фебруару 2017, Цветановић се нашао на списку селектора млађе омладинске репрезентације Србије, Милоша Велебита, за селективни камп играча рођених 1999. године. Са својим клубом је потписао је први професионални уговор у каријери. Све до лета 2018, Цветановић је наступао за омладински састав и није бележио наступе за први тим Радничког. За клуб је дебитовао у 7. колу Српске лиге Исток за сезону 2018/19, против екипе СФС Борца из Параћина, када је замењен на полувремену, док је читав сусрет одиграо против Пуковца у 10. колу. За време зимске паузе на половини сезоне, Цветановић је привремено напустио клуб, али је након одласка Мирослава Стаменковића у наставку сезоне постао први избор пред голом у екипи Марка Видојевића. Током другог дела такмичарске године у Српској лиги Исток, Цветановић је углавном наступао као као бонус играч, а са клубом је освојио прво место на табели тог такмичења и изборио повратак у Прву лигу Србије. У другој половини календарске 2019, Цветановић је најчешће имао статус резервисте у Првој лиги Србије, а у том такмичењу дебитовао је на затварању јесењег дела сезоне 2019/20, на гостовању екипи Будућности у Добановцима. Клуб је напустио током зимске паузе исте сезоне.

### Динамо Врање
Недуго након одласка из свог бившег клупа, Цветановић је појачао састав Динама из Врања. Представљен је међу 15 нових играча тог клуба, а прошао је припремни период у Драчу, граду у Албанији на обали Јадранског мора. На премијери пролећног дела сезоне 2019/20. у Првој лиги Србије, против екипе Колубаре, Цветановић није био у протоколу, а предност на том сусрету добили су Стефан Поповић и Бењамин Чалаковић. У следећем колу, Динамо је гостовао екипи Будућности у Добановцима, а Цветановић је бранио гол свог тима у минималној победи на том сусрету.

## Статистика

#### Клупска
Ажурирано 8. марта 2020.
| Клуб           | Сезона   | Лига              | Лига    | Лига   | Национални куп | Национални куп | Европа  | Европа | Остало  | Остало | Укупно  | Укупно |
| Клуб           | Сезона   | Дивизија          | Наступа | Голова | Наступа        | Голова         | Наступа | Голова | Наступа | Голова | Наступа | Голова |
| -------------- | -------- | ----------------- | ------- | ------ | -------------- | -------------- | ------- | ------ | ------- | ------ | ------- | ------ |
| Раднички Пирот | 2016/17. | Прва лига Србије  | 0       | 0      | —              | —              | —       | —      | —       | —      | 0       | 0      |
| Раднички Пирот | 2017/18. | Прва лига Србије  | 0       | 0      | 0              | 0              | —       | —      | —       | —      | 0       | 0      |
| Раднички Пирот | 2018/19. | Српска лига Исток | 19      | 0      | 0              | 0              | —       | —      | 1       | 0      | 20      | 0      |
| Раднички Пирот | 2019/20. | Прва лига Србије  | 1       | 0      | —              | —              | —       | —      | —       | —      | 1       | 0      |
| Раднички Пирот | Укупно   | Укупно            | 20      | 0      | 0              | 0              | —       | —      | 1       | 0      | 21      | 0      |
| Динамо Врање   | 2019/20. | Прва лига Србије  | 1       | 0      | —              | —              | —       | —      | —       | —      | 1       | 0      |
| Каријера       | Каријера | Каријера          | 21      | 0      | 0              | 0              | —       | —      | 1       | 0      | 22      | 0      |

## Трофеји и награде
Раднички Пирот
- Српска лига Исток: 2018/19.[14]